# الانتخابات الرئاسية الجزائرية 1995
الانتخابات الرئاسية الجزائرية 1995 هي أول انتخابات تعددية تجرى في الجزائر في 16 نوفمبر 1995 وترشح فيها:
| اسم المرشح       | الحزب                              |
| ---------------- | ---------------------------------- |
| اليمين زروال     | مرشح حر                            |
| محفوظ نحناح      | حركة مجتمع السلم                   |
| سعدي سعيد        | التجمع من أجل الثقافة والديمقراطية |
| نور الدين بوكروح | حزب التجديد الجزائري               |

وقد فاز بهذه الانتخابات اليمين زروال بحصوله على نسبة 61% من إجمالي الأصوات.